# ムサ・ウェルティナ
- ムサ・ウェルティナ
- ムーサ・ヴェルティナ

ムサ・ウェルティナ (英語: Musa velutina) は野生バナナの二倍種の一種。 ピンクバナナまたは毛皮バナナとも呼ばれる。アッサムおよび東ヒマラヤを原産地としている。

## 概要
ムーサ・ヴェルティナの果実の大きさは8cm（3インチ）であり、果実の色はピンク色で毛茸が生じている。果実はピンク色の花序を持つ直立した茎に生じる。ムサ・ウェルティナは1年以内という若い間に花を咲かせ、その果実の皮は熟すと剥がれる。
果実は多くの場合は観賞用植物として栽培されているが、果肉は柔らかく甘いため食べることもできる。だが、種子は歯が欠けることがあるほど非常に硬い。栽培をするためには、まず種子をぬるま湯に1日浸す。浸した種子を細かい堆肥に植え、太陽光で20°C-24°Cの一定温度に保つ必要がある。発芽するまでに約6か月かかる。 
ムーサ・ヴェルティナは暖かい季節には屋外に置くこともできるが、冬には温室に持ち込みなどを行い保温をする必要がある。ムーサ・ヴェルティナは王立園芸協会(RHS)のガーデン・メリット賞を受賞した事がある植物である。

## 亜種のリスト
Catalogue of Lifeよると: 
- 亜種Musa velutina subsp. マーククアナM.サブ、A.ジョー＆スリージット
- 亜種Musa velutina subsp. velutina

## ギャラリー

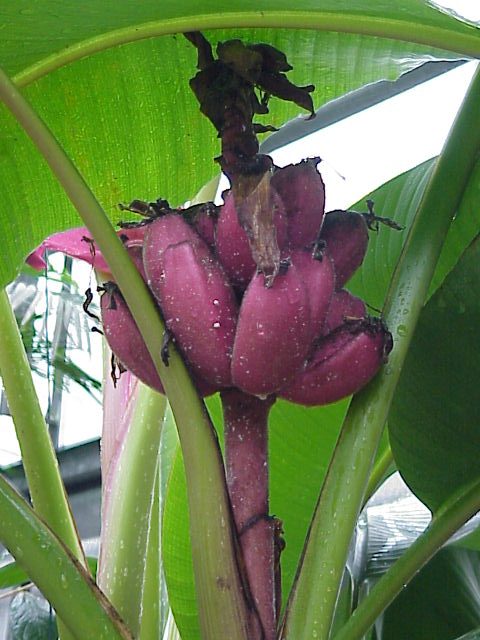
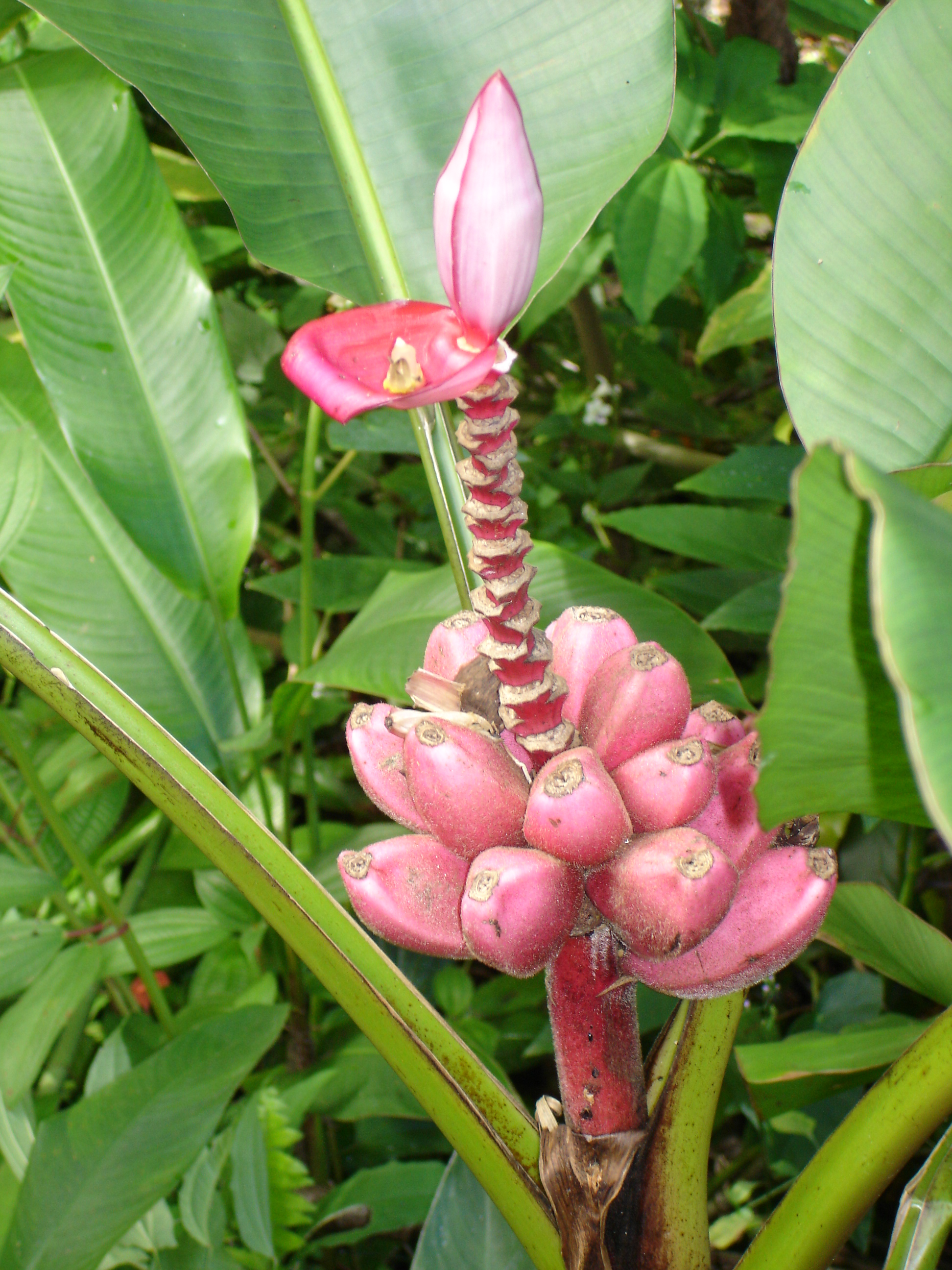
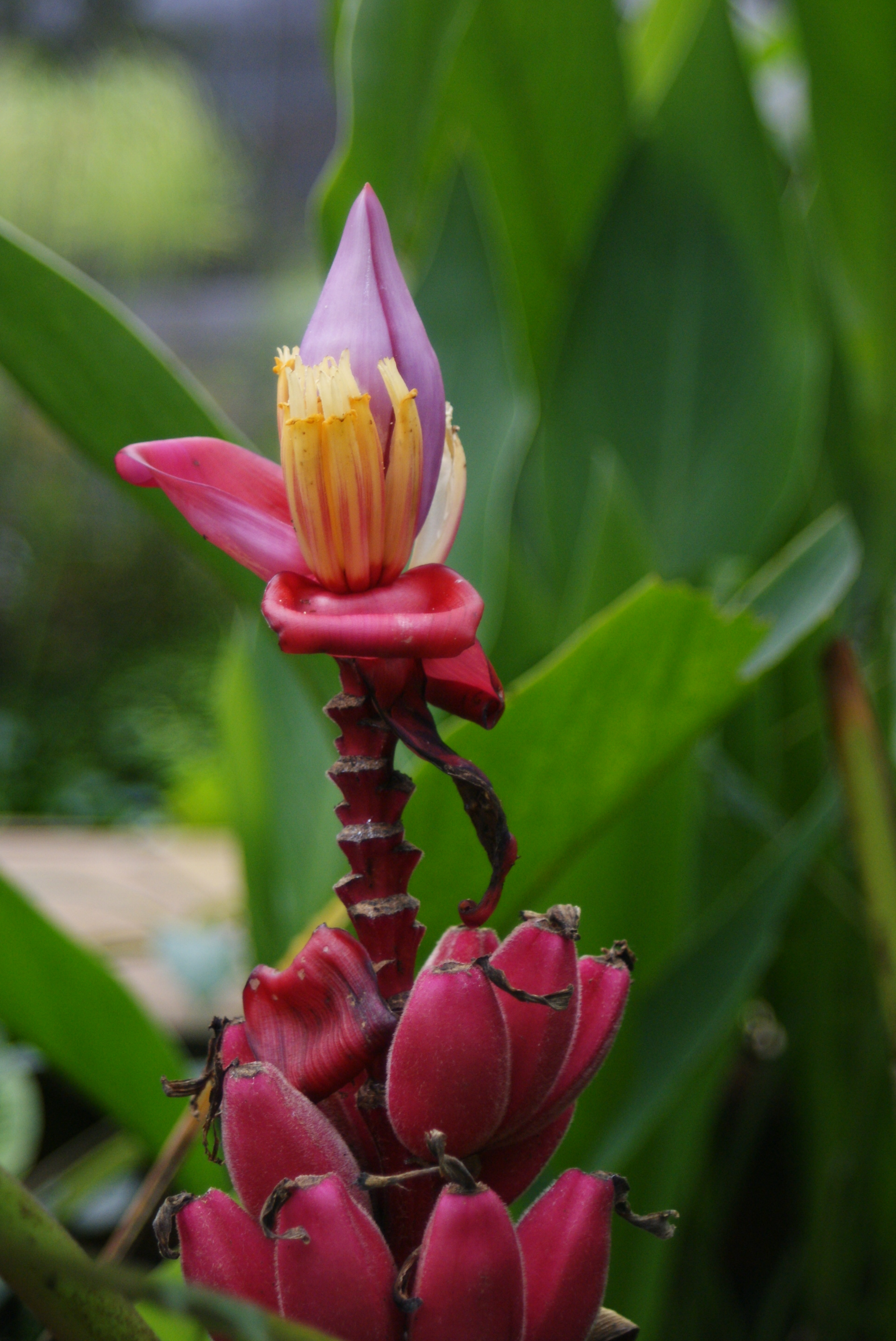
エクアドル、ミンドの雲霧林にあるムーサ・ヴェルティナ。
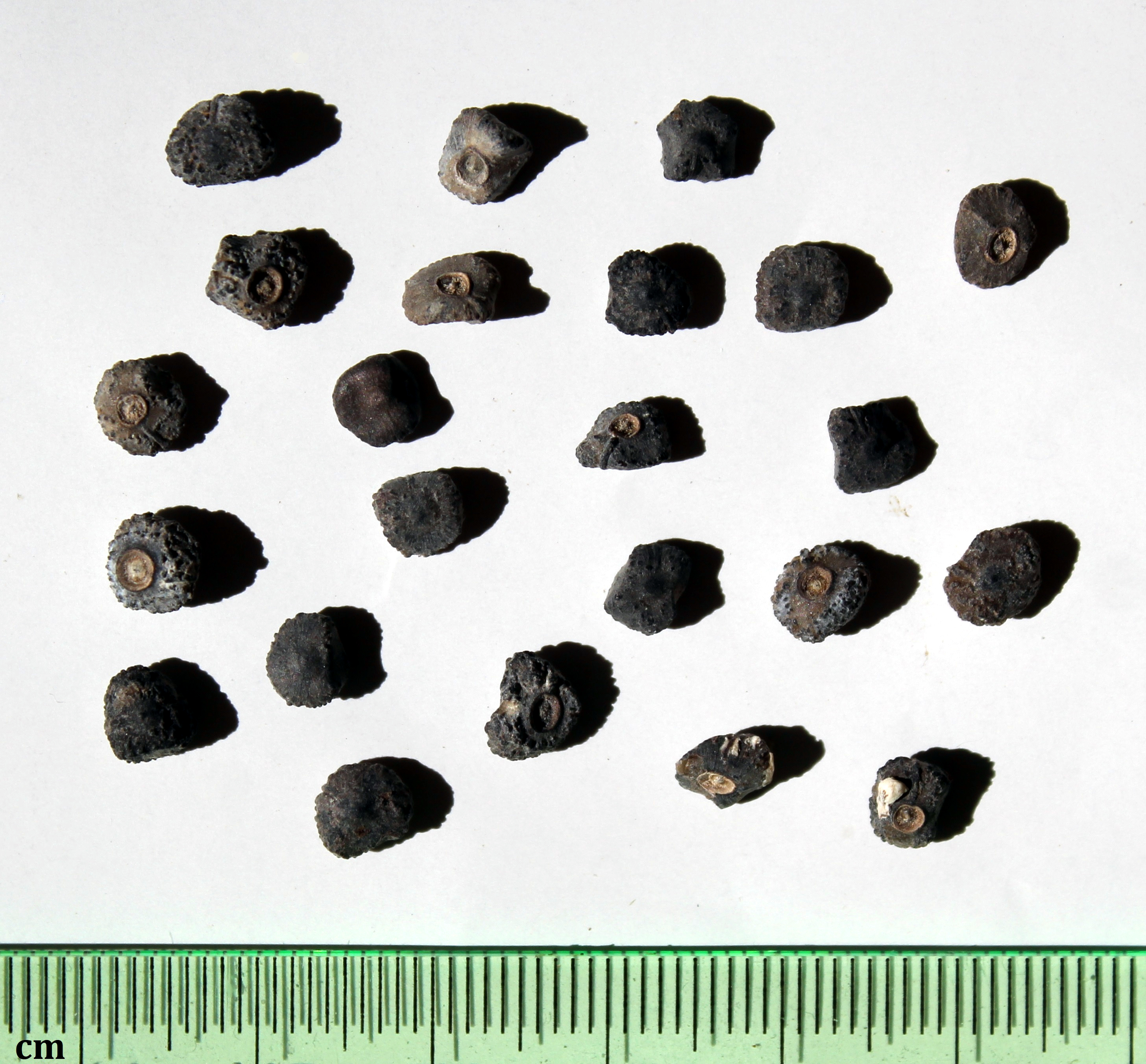
ムーサ・ヴェルティナの種子

## メモと参考文献
- (en) Référence BioLib : Musa velutina  H. Wendl. & Drude  (consulté le 1er juin 2019)
- "Musa velutina H.Wendl. & Drude, nom. cons". Catalogue of Life. ITIS. Species 2000.
- "Musa velutina  H. Wendl. & Drude". Germplasm Resources Information Network (GRIN). Agricultural Research Service (ARS), United States Department of Agriculture (USDA).
- "Musa velutina  H. Wendl. & Drude" (英語). Integrated Taxonomic Information System.
- "Musa velutina  H.Wendl. & Drude (1875)". World Checklist of Selected Plant Families (WCSP). Royal Botanic Gardens, Kew.
- "Musa velutina  H. Wendl. & Drude". National Center for Biotechnology Information（NCBI） (英語).
- "Musa velutina H.Wendl. & Drude". World Checklist of Selected Plant Families (WCSP). Royal Botanic Gardens, Kew. The Plant Listより。
- "Musa velutina H. Wendl. & Drude". Tropicos. Missouri Botanical Garden.
- "Musa velutina  H. Wendl. & Drude". Universal Biological Indexer and Organizer (UBIO).

- NCBI